# Giovanni Simonato
Giovanni Simonato (Lugo di Vicenza, 27 dicembre 1959) è un ex calciatore italiano.

## Carriera

### Calciatore
Cresciuto nelle giovanili del Lanerossi Vicenza, venne aggregato con il ruolo di terzino o mediano alla rosa del "Real Vicenza" nel 1977-78, che fu seconda in quel campionato.
Ha esordito in serie A nella stagione 1978-79 allo stadio Comunale di Torino il 12 novembre 1978, giocando per intero sia la partita Torino-L.R.Vicenza 4-0 sia L.R.Vicenza-Inter 0-1 del 22 aprile 1979.
Con i biancorossi giocò in totale 28 incontri, segnando due reti.
Successivamente ha giocato vari campionati come professionista in serie C1, in squadre quali la Turris, L'Empoli, ancora il L.R. Vicenza, la Rondinella, la Carrarese.
Ha concluso la sua carriera nei dilettanti alla metà degli anni novanta, giocando in club della sua provincia di origine, Vicenza.
Appese le scarpette al chiodo, ha conseguito il tesserino di allenatore.